# معتمدية جومين
معتمدية جومين معتمدية تابعة لولاية بنزرت بالجمهورية التونسية، مقرّها قرية جومين. وهي تقع بين معتمدية ماطر ومعتمدية سجنان، ومعتمدية غزالة على الحدود مع ولاية باجة وهي منطقة يغلب عليها الطابع الريفي ونشاط متساكنيها الأساسي في القطاع الفلاحي: زراعات كبرى وتربية الماشية وإنتاج الحليب وزيت الزيتون
أطلق عليها عروس الجبال وتمتاز بشلال عين مازر الشنانة وأصبح وجهة للسياحة الايكولوجية يزوره عشاق الطبيعة وكشاف البيئة من كافة انحاء الجمهورية والاجانب
- بلغ عدد سكان معتمدية جومين 35213 نسمة طبقا لإحصاء سنة 2004.
- بلغ عدد سكان معتمدية جومين 29029 نسمة حسب نتائجة الإحصاء العام لسنة 2014.
- بلغ عدد سكان معتمدية جومين 30000 نسمة حسب التقريب سنة 2021

## العمادات التابعة لمعتمدية جومين
| تاهنت      |
| بازينة     |
| أولاد غانم |
| السمان     |
| الشنانة    |
| كاف غراب   |
| الطواجنية  |
| رواحة      |
| بالرايس    |

### مواضيع ذات علاقة
- ولاية بنزرت.